# Thomas K. Finletter

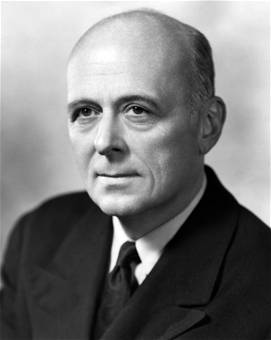
Thomas K. Finletter

Thomas Knight Finletter (* 11. November 1893 in Philadelphia, Pennsylvania; † 24. April 1980) war ein US-amerikanischer Jurist und zweiter Luftwaffenstaatssekretär (Secretary of the Air Force) der Vereinigten Staaten.

## Biografie

### Studium und Rechtsanwalt
Nach dem Schulbesuch studierte er an der University of Pennsylvania und schloss dieses Studium 1915 mit einem Bachelor of Arts (B.A.) ab. Danach begann er ein Studium der Rechtswissenschaft an der Philadelphia University, unterbrach dieses jedoch nach dem Eintritt der USA in den Ersten Weltkrieg im April 1917 und trat seinen Militärdienst an. Im Laufe des Kriegs wurde er zum Hauptmann der 312th Field Artillery befördert.
Nach dem Ende des Krieges setzte er sein Studium fort, beendete dieses 1920 mit einem Bachelor of Laws (LL.B.) und wurde anschließend zunächst in Pennsylvania sowie 1921 in New York als Rechtsanwalt zugelassen. Dabei erwarb er sich rasch einen Ruf als Fachmann für Insolvenzrecht und war zwischen 1926 und 1941 Partner der Kanzlei Coudert Brothers in New York. Daneben fungierte er von 1931 bis 1941 als Lecturer an der Law School der University of Pennsylvania.
1941 wechselte er erstmals in den Staatsdienst und wurde Sonderassistent des US-Außenministers Cordell Hull für internationale Wirtschaftsangelegenheiten. Anschließend wurde er 1943 zunächst Exekutivdirektor und dann Vizedirektor des Amtes des Koordinators für Außenwirtschaft (Office of Foreign Economic Coordinator (OFEC)). In dieser Funktion war er verantwortlich für die wirtschaftlichen Planungsaktivitäten in den befreiten Gebieten und hatte zugleich die Aufsicht über den Außenhandel sowie die Bearbeitung der feindlichen Eigentumsaufsicht (Alien Property Custodian). Von diesem Amt trat er jedoch 1944 zurück, nachdem die Aufgaben der OFEC von der Außenwirtschaftsverwaltung (Foreign Economic Administration) übernommen worden waren.
1945 war er Berater bei der Versammlung zur Gründung der Vereinten Nationen in San Francisco. Am 18. Juli 1947 kehrte er abermals in den Regierungsdienst zurück und wurde von US-Präsident Harry S. Truman zum Vorsitzenden der von diesem einberufenen zeitlich befristeten fünfköpfigen Kommission ernannt, die sich mit allen Fragen der Luftfahrt befasste und den Bericht zur nationalen Luftfahrtpolitik vorlegte. Dieser Bericht mit dem offiziellen Titel Survival in the Air Age, der inoffiziell Finletter-Report genannt wurde, warnte davor, dass eine schwache US-Luftwaffe nicht in der Lage zur Verteidigung der Vereinigten Staaten im Falle eines Atomangriffes sei. Daher drängte der Bericht darauf, dass die Einsatzbereitschaft so bald wie möglich umgebaut werden müsse – mit Hilfe einer existenzfähigen Luftfahrtindustrie.
Anfang 1949 wurde er Leiter der Mission der Verwaltung für Wirtschaftskooperation (Economic Cooperation Administration) im Vereinigten Königreich mit Sitz in London.

### Luftwaffenminister und NATO-Botschafter
Am 24. April 1950 wurde er von Präsident Truman als Nachfolger von Stuart Symington zum zweiten Secretary of the Air Force ernannt und bekleidete diesen Posten bis zum Ende von Trumans Amtszeit 20. Januar 1953.
Während seiner Amtszeit begann mit dem Air Force Organization Act 1951 die Umgestaltung der Struktur der Luftwaffe. Wenn das Gesetz auch nicht die Probleme lösen konnte, die mit der Versorgung zusammenhingen, stellte es doch die Rolle und die Verantwortlichkeiten des Luftwaffenministers und des Chief of Staff of the Air Force klar, in dem der Secretary of the Air Force nominell der Chef der US Air Force wurde.
Finletter war ein beständiger Forderer des Aufbaus einer Luftwaffe, die stark genug zur Zurückhaltung einer Bedrohung durch die Sowjetunion und anpassungsfähig genug war, um plötzlichen oder begrenzten Kampfhandlungen zu begegnen. Bedingt durch den Koreakrieg kam es zu einer Ausweitung der Modernisierung und des Wachstums der Luftwaffe, die dazu führte, dass die US Air Force zum Ende seiner Amtszeit annähernd drei Mal so groß war wie zur Zeit seines Vorgängers Stuart Symington. Dabei vollendete er die Neuorganisation vor der Ausweitung der Befugnisse des Verteidigungsministeriums.
Nach seinem Ausscheiden aus der Regierung nahm er seine Tätigkeit als Rechtsanwalt wieder auf. 1956 wurde er in die American Academy of Arts and Sciences gewählt. Finletter, der den Demokraten angehörte, war 1960 Delegierter zur Democratic National Convention für New York, ehe er im März 1961 zum Botschafter der Vereinigten Staaten bei der NATO ernannt wurde und dieses Amt während der Präsidentschaften von John F. Kennedy und Lyndon B. Johnson bis September 1965 ausübte.